# Chiesa del Nostro Redentore
La chiesa del Nostro Redentore (in danese: Vor Frelsers Kirke) è una grande chiesa barocca situata nella zona di Christianshavn a Copenaghen (Danimarca).
La chiesa è particolarmente famosa per la sua guglia, caratterizzata al suo esterno da una scala a spirale che porta in cima al campanile, dal quale si può godere di un allargato panorama del centro di Copenaghen. Altrettanto famoso è il carillon di questo campanile, rinomato per essere il più grande del nord Europa.

## Storia

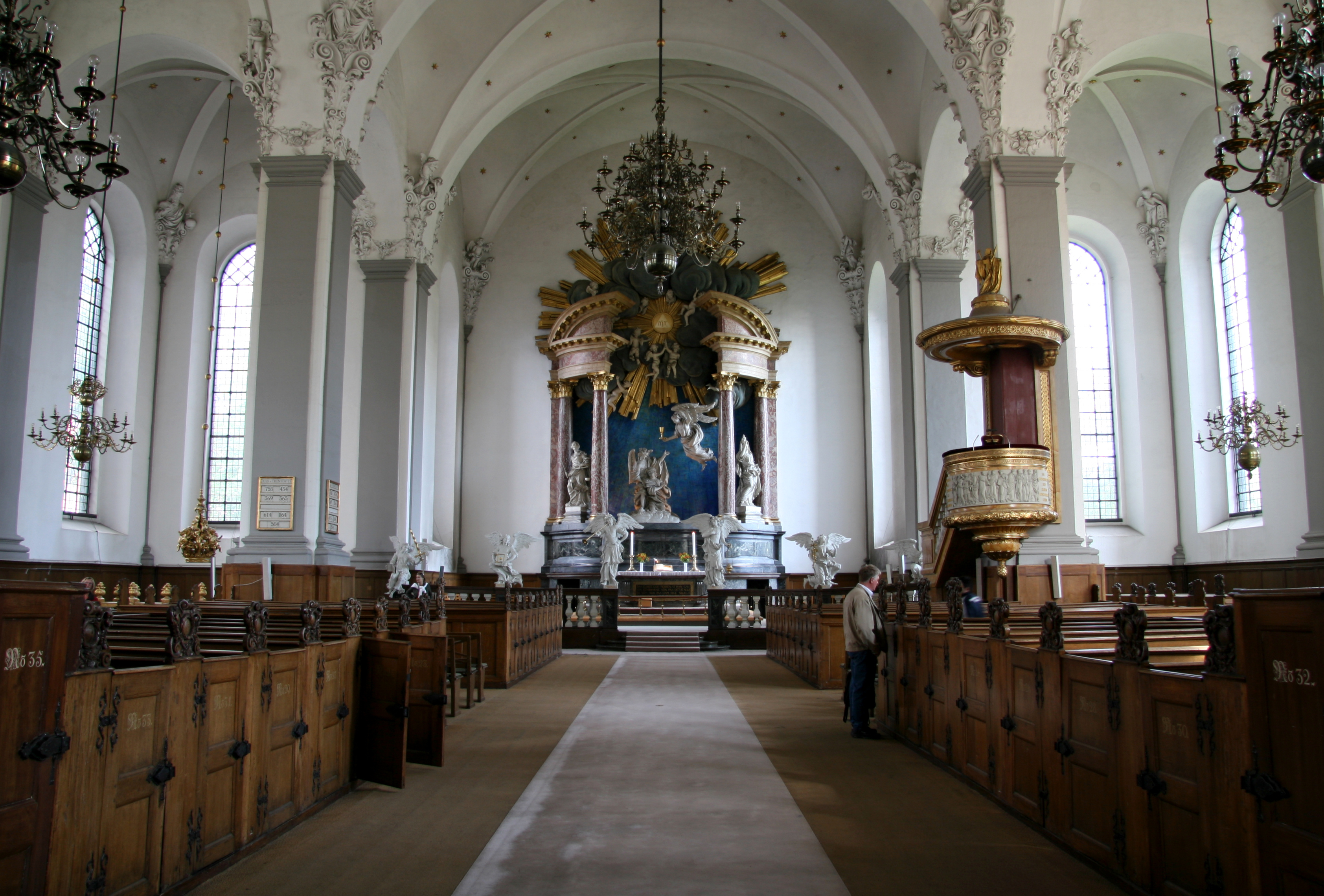
Veduta dell'interno.

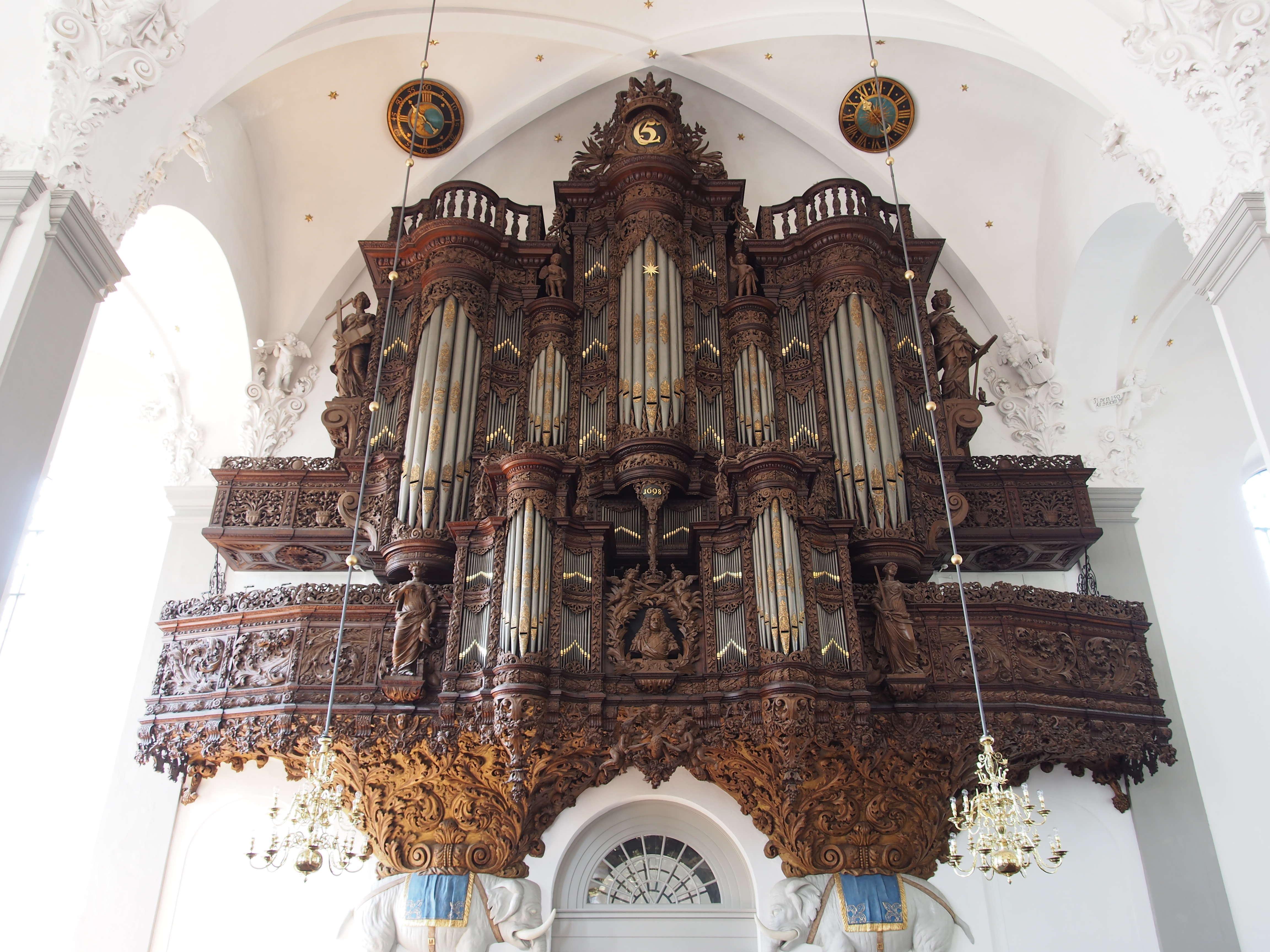
Il Grand'organo.

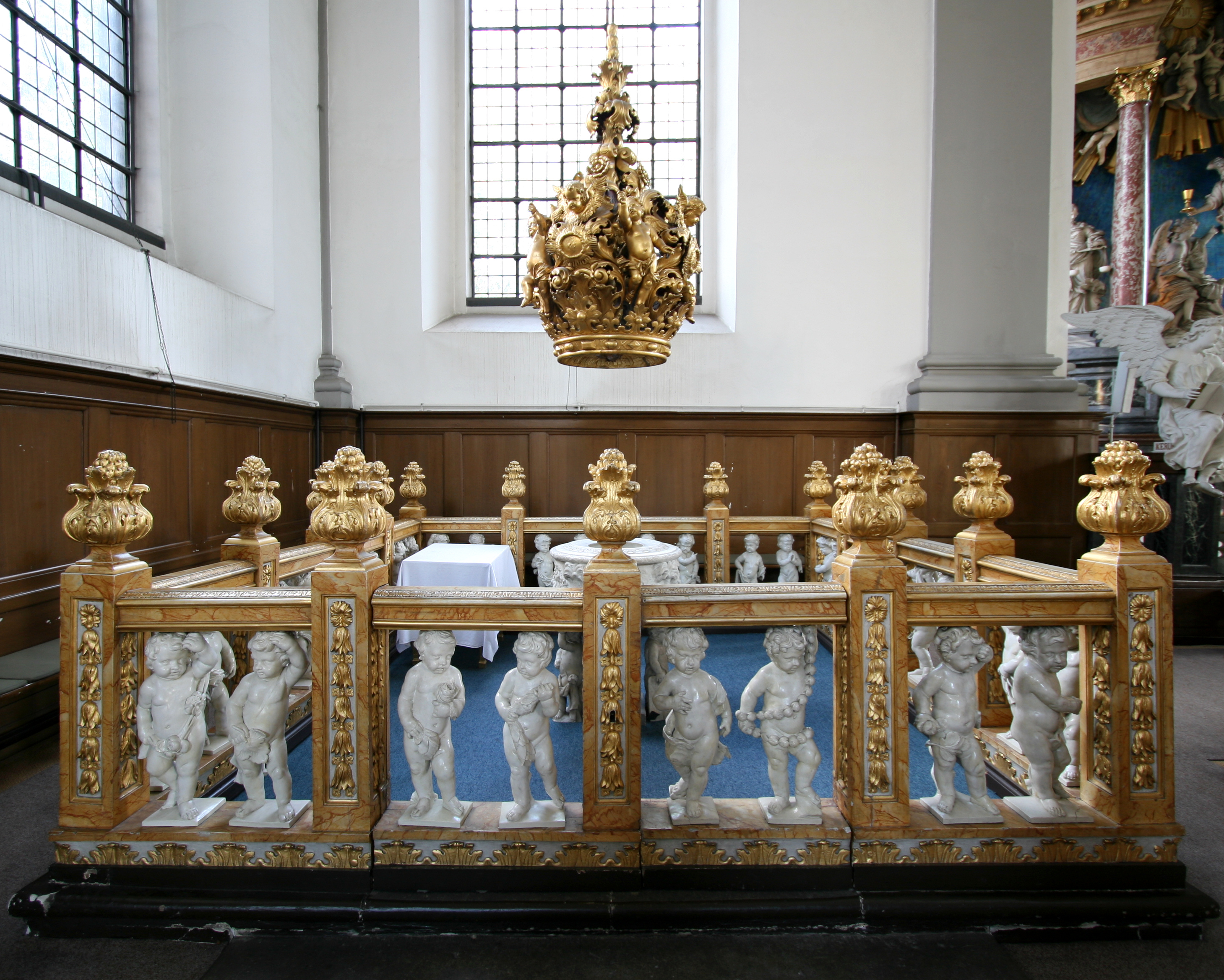
Fonte battesimale.

Quando Christian IV nel 1617 progettò l'isola artificiale di Christianshavn, l'aveva pensata come una città di mercanti indipendente ispirata alle città olandesi, e per questo motivo anche una chiesa era assolutamente necessaria. Inizialmente, nel 1639, fu inaugurata una chiesa provvisoria; i lavori dell'attuale Chiesa del Nostro Redentore iniziarono solo nel 1682, sotto il progetto dell'architetto Lambert van Haven. La chiesa fu poi inaugurata 14 anni più tardi, nel 1695, lasciando l'altare e la guglia provvisorie.
L'altare fu terminato nel 1732, mentre i lavori della guglia furono sospesi fino al 1747 quando Frederik V decise di assegnare il progetto all'architetto Lauritz de Thurah. Ben presto il nuovo architetto abbandonò l'originale design di Lambert van Haven, a favore di un suo personale progetto, approvato dal re nel 1749. In tre anni la guglia, di circa 90 metri, fu terminata e venne inaugurata il 28 agosto 1752 con una solenne cerimonia durante la quale il re salì in cima alla torre.

### Leggenda metropolitana
Una leggenda metropolitana racconta che l'architetto del campanile (Laurids de Thurah), quando si accorse che la spirale girava in senso anti-orario anziché in senso orario, si suicidò gettandosi dalla cima della guglia. Tuttavia, documenti storici riportano che l'architetto morì di morte naturale sette anni dopo la fine dei lavori. La leggenda può quindi essere considerata priva di fondamento.

## Architettura
Lambert van Haven scelse uno stile barocco olandese, solenne e prospettico, caratterizzato dall'utilizzo di mattoni rossi su una massiccia base di granito e di modanature di arenaria sotto il tetto. La planimetria della chiesa forma una croce equilatera greca con cappelle d'angolo. La facciata è segmentata da pilastri in arenaria che continuano in tutta l'altezza dell'edificio.
L'ingresso principale è nel frontone occidentale, sotto la torre e ha un portale in arenaria. Tutti gli ingressi sono sollevate quattro passi dal livello della strada. Ad ogni lato della torre, c'è un cancello a livello della strada che conduce alle due cripte della chiesa.
Il tetto è a volta e coperto di piastrelle in ceramica nera. 
La chiesa conserva un pregevole organo monumentale a più di 4000 canne, costruito da Botzen Brothers fra il 1698 e il 1700.